# SMC-18136
SMC 018136，也稱為PMMR 37，是一顆在小麥哲倫星系的M型超巨星，表面溫度為3,575K，徑向速度185.7Km/s。

## 恆星性質
SMC 018136是一顆光譜類型M3.5Ia的紅超巨星，表面溫度為3,575K，總光度超過太陽的20萬倍，半徑超過太陽的1,300倍，使它成為迄今所知的最大恆星之一。如果它在太陽的位置上，它的光球至少會吞噬到木星的軌道。